# فيليبي فيزو
فيليبي فيزو (بالبرتغالية: Felipe Vizeu) (12 مارس 1997 في البرازيل - ) هو لاعب كرة قدم برازيلي في مركز الهجوم. لعب مع نادي فلامنغو.

## روابط خارجية
- فيليبي فيزو على موقع رابطة كرة القدم اليابانية للمحترفين (اليابانية)
- فيليبي فيزو على موقع قاعدة بيانات كرة القدم.إي يو (الإنجليزية)
- فيليبي فيزو على موقع ليكيب (الفرنسية)
- فيليبي فيزو على موقع Soccerway.com (الإنجليزية)
- فيليبي فيزو على موقع عالم كرة القدم.نت (الإنجليزية)
- فيليبي فيزو على موقع أوليمبيديا (الإنجليزية)